# فالستون
فالستون (به انگلیسی: Falstone) یک روستا و محله مدنی در بریتانیا است که در نورث‌آمبرلند واقع شده‌است. فالستون ۲۵۷ نفر جمعیت دارد.